# 모로고로주

모로고로 주의 위치

모로고로주(Morogoro)는 탄자니아의 주로, 주도는 모로고로이며 면적은 70,799km2, 인구는 1,759,809명(2002년 기준)이다. 북쪽으로는 탕가 주, 동쪽으로는 프와니 주, 린디 주와 인접해 있으며 남쪽으로는 루부마 주, 서쪽으로는 이링가 주, 도도마 주와 인접해 있다.